# Mimetica incisa
Mimetica incisa är en insektsart som först beskrevs av Carl Stål 1875.  Mimetica incisa ingår i släktet Mimetica och familjen vårtbitare. Inga underarter finns listade i Catalogue of Life.